# باغ ناصری
باغ ناصری، روستایی از توابع بخش چهارباغ شهرستان ساوجبلاغ در استان البرز ایران است.

## جمعیت
این روستا در دهستان چهاردانگه قرار دارد و براساس سرشماری مرکز آمار ایران در سال ۱۳۸۵، جمعیت آن زیر سه خانوار بوده‌است.